# Joaquín Folch y Torres
Joaquín Folch y Torres, en catalán Joaquim M. Folch i Torres, (Barcelona, 1886 - Badalona, 1963) fue un escritor, pintor, museólogo, historiador y crítico de arte español, especializado en la historia del arte catalán.
Fue alumno de Puig i Cadafalch en los Estudis Universitaris Catalans, asiste a un taller de forja, y posteriormente fue pensionado por la Junta de Ampliación de Estudios para estudiar la organización museística extranjera. Divulga en la prensa (en la página artística de La Veu de Catalunya entre 1910 y 1920) la estética artística modernista del noucentisme y el arte catalán de todas las épocas.
Como director general de los Museos de Arte de Barcelona entre 1920 y 1939, llevó a cabo unas intensas campañas (1921-1932) de extracción de los frescos románicos de las iglesias del Pirineo aragonés y catalán, que estaban siendo vendidos legalmente a coleccionistas extranjeros. El resultado de esas extracciones se exhibe en el actual Museo Nacional de Arte de Cataluña. También adquirió varias obras de Mariano Fortuny en París. Fue asesor artístico de Francisco Cambó y Damián Mateu. Fue nombrado miembro de la Real Academia de Bellas Artes de Sant Jordi.
Dirigió las publicaciones periódicas Vell i nou, Gaseta de les Arts y el Butlletí dels Museus d'Art de Barcelona. Publicó diversos estudios y monografías sobre arte y artistas, y una novela de juventud (La rulota, con el pseudónimo "Flama"), numerosos cuentos y poesías. Dejó inédita una ambiciosa Història de la pintura catalana del segle XIX.

## Obra editada
- La Rulota, del 1925
- Poesies, del 1955

## Diarios donde publicó cuentos
- "Lo Conceller", 1898
- "La Renaixensa. Diari de Catalunya", 1899-1904
- "Gent Nova", 1900-1912
- "En Patufet", 1905-1938
- "La Veu de Catalunya", 1902-1906

## Diarios donde publicó poesías
- "Lo Conceller", 1898
- "L'Atlàntida", 1899-1900
- "El Poble Català", 1907-1909
- "Gent Nova", 1907-1912
- "De tots colors", 1908
- "Revista Catalana", 1909
- "La Veu de Catalunya", 1909-1919
- "Revista de Catalunya", 1912
- "Calendari d'En Patufet", 1913-1920
- "D'Ací i d'Allà", 1918-1920
- "Llegiu-me", 1926